# María del Carmen Peña
María del Carmen Peña es una escritora mexicana de telenovelas, que surge del famoso concurso que Televisa hiciera en los 80 con el fin de encontrar a nuevos guionistas de telenovelas. Mayormente se empeña a escribir historias originales para la versión en televisión en telenovelas para Televisa junto a los escritores José Cuauhtémoc Blanco y Víctor Manuel Medina, de manera aceptable para el público, muchos de ellos son memorables como: Cadenas de amargura, Cañaveral de pasiones, Laberintos de pasión, Ángela, El manantial, Mi pecado y El color de la pasión.

## Telenovelas

### Historias originales
- El color de la pasión (2014) (con Cuauhtémoc Blanco)
- Mi pecado (2009) (con Cuauhtémoc Blanco y Víctor Manuel Medina)
- Ángela (1998) (con Cuauhtémoc Blanco)
- Capricho (1993) (con Cuauhtémoc Blanco)
- Cadenas de amargura (1991) (con Cuauhtémoc Blanco)

### Adaptaciones
- El manantial (2001/2002) Original de Cuauhtémoc Blanco y Víctor Manuel Medina
- Laberintos de pasión (1999/2000) (con Cuauhtémoc Blanco) Original de Caridad Bravo Adams (versión de Estafa de amor)
- Cañaveral de pasiones (1996) (con Cuauhtémoc Blanco y José Antonio Olvera) Original de Caridad Bravo Adams
- Primera parte de La dueña (1995) (con Carlos Daniel González y Alejandro Orive) Original de Inés Rodena (version de Doménica Montero)

### Nuevas versiones de sus historias
- Corazón que miente (2016). Versión de Laberintos de pasión adaptada por Carlos Daniel González, José Antonio Abascal y Dante Hernández.
- La sombra del pasado (2014/15) (Remake de El manantial) adaptada por Carlos Daniel González, José Antonio Abascal y Dante Hernández.
- Abismo de pasión (2012) (remake de Cañaveral de pasiones) adaptada por Juan Carlos Alcalá, Fermín Zúñiga y Rosa Salazar.
- Soy tu dueña (2010) (remake de La dueña) adaptada por Kary Fajer.
- En nombre del amor (2008/09) (remake de Cadenas de amargura) reescrita por Martha Carrillo y Cristina García

### Edición literaria
- Segunda parte de La dueña (1995) Original de Inés Rodena.

## Premios y nominaciones

### Premios TVyNovelas
| Año  | Categoría                   | Telenovela            | Resultado |
| ---- | --------------------------- | --------------------- | --------- |
| 2015 | Mejor historia o adaptación | El color de la pasión | Nominada  |
| 2010 | Mejor historia o adaptación | Mi pecado             | Ganadora  |
| 2000 | Mejor historia o adaptación | Laberintos de pasión  | Ganadora  |
| 1997 | Mejor historia o adaptación | Cañaveral de pasiones | Ganadora  |

### Premios Bravo 2002
| Categoría   | Telenovela   | Resultado |
| ----------- | ------------ | --------- |
| Mejor Guion | El manantial | Ganadora  |

### TV Adicto Golden Awards
| Año  | Categoría               | Telenovela | Resultado |
| ---- | ----------------------- | ---------- | --------- |
| 2010 | Mejor historia original | Mi pecado  | Ganadora  |